# Киндервилейское привидение
«Киндервилейское привидение» — белорусский фильм 2013 года режиссёра Елены Туровой.

## Сюжет
По мотивам новеллы Оскара Уайльда «Кентервильское привидение», но события разворачиваются в современное время, под Вилейкой.
Энергичный продюсер Костя Орлов, после того как креативная задумка, обещавшая славу и богатство, с треском проваливается и инвесторы от него отворачиваются, остаётся без квартиры и с семьёй — женой и четырьмя детьми — отправляется в своё «родовое гнездо» — доставшуюся в наследство мрачноватую старинную усадьбу с парком под Вилейкой, где живёт его бабушка Клава с довольно странной экономкой Капой. Находчивый предприниматель, чтобы поправить свои дела, решает превратить усадьбу и парк в городок детских аттракционов под названием «Киндер-Виль». Идея приходится по душе всем, кроме самого древнего обитателя усадьбы — привидения, которое собирается выдворить шумное семейство… Но когда появляется прознавший о паранормальных являниях охотник за приведениями Ян Хмельсинг, всё семейство встаёт на защиту своего родового приведения.

## В ролях
- Роман Подоляко — Костя Остров
- Вячеслав Павлють — Семён, чернокнижник / Капа, экономка
- Алеся Самоховец — Геля Острова, жена Кости
- Нинель Жуковская — Клавдия Францевна, бабушка Кости
- Валентин Глушко — Ваня, сын Островых
- Артем Баравик — Борик, сын Островых
- Влад Баравик — Лёлик, сын Островых
- Алексия Фроемчук — Лютик, дочь Островых
- Ника Шилковская — Сашка
- Сергей Журавель — Ян Хмельсинг, охотник за привидениями
- Елизавета Лазаревич — Клавдия в молодости
- Валерий Зеленский — Сан Саныч Хомяков, участковый
- Всеволод Гладкий — Шуфель
- Зоя Белохвостик — Элеонора, инвестор
- Виктор Манаев — Вильям, инвестор
- Александр Овчинников — Якоб, инвестор
- Николай Зимич — садовник
- Евгений Бахар — эпизод
- Александр Подобед — эпизод

## Съёмки
Съёмки велись в посёлке Желудок, в усадьбе Святополк-Четвертинских, в павильоне киностудии построили декорации внутренних помещений особняка, которые по сюжету в итоге должны были быть сломаны.

## Критика
В картине сочетаются самые разные жанры: готическая комедия и хоррор, фэнтези и семейное кино и даже мелодрама. Фильм рассчитан на семейный просмотр. Эта кинолента — добрая история о борьбе нового поколения с ошибками прошлого, о незыблемости семейных ценностей и ответственности за судьбы близких нам людей. В фильме много юмора, музыки, компьютерной анимации и спецэффектов.— Советская Белоруссия, 2013

## Фестивали и призы
Фильм получил ряд призов на белорусских и российских кинофестивалях:
- 2013 — XIII Международный детский фестиваль искусств «Кинотаврик» — Специальный диплом «Самый семейный фильм»
- 2013 — XV Фестиваль детского кино «Сказка» — приз за «Самый поучительный фильм» и приз «Лучшая женская роль» (Ника Шилковская)
- 2013 — XX Минский международный кинофестиваль «Листопад» — Приз зрительских симпатий конкурса детского кино и приз за лучшую взрослую роль в детском кино (Вячеслав Павлють)
- 2015 — XXIV Международный кинофорум «Золотой Витязь» — Приз «Бронзовый Витязь» в номинации «Детские фильмы»